# Tekanpur
Tekanpur é uma vila no distrito de Gwalior, no estado indiano de Madhya Pradesh.

## Geografia
Tekanpur está localizada a 25° 59′ N, 78° 16′ L. Tem uma altitude média de 190 metros (623 pés).

## Demografia
Segundo o censo de 2001, Tekanpur tinha uma população de 12 819 habitantes. Os indivíduos do sexo masculino constituem 67% da população e os do sexo feminino 33%. Tekanpur tem uma taxa de literacia de 78%, superior à média nacional de 59,5%: a literacia no sexo masculino é de 87% e no sexo feminino é de 60%. Em Tekanpur, 13% da população está abaixo dos 6 anos de idade.